# Patrick Springs (Virginia)
Patrick Springs es un lugar designado por el censo situado en el condado de Patrick, Virginia  (Estados Unidos). Según el censo de 2010 tenía una población de 1.776 habitantes.

## Demografía
Según el censo del 2000, Patrick Springs tenía 2.068 habitantes, 872 viviendas, y 622 familias. La densidad de población era de 50,9 habitantes por km².
De las 872 viviendas en un 30,4%  vivían niños de menos de 18 años, en un 56%  vivían parejas casadas, en un 11,5% mujeres solteras, y en un 28,6% no eran unidades familiares. En el 25,3% de las viviendas  vivían personas solas el 11,5% de las cuales correspondía a personas de 65 años o más que vivían solas. El número medio de personas viviendo en cada vivienda era de 2,37 y el número medio de personas que vivían en cada familia era de 2,83.
Por edades la población se repartía de la siguiente manera: un 23,5% tenía menos de 18 años, un 6,8% entre 18 y 24, un 27,4% entre 25 y 44, un 27,6% de 45 a 60 y un 14,7% 65 años o más.
La edad media era de 40 años.  Por cada 100 mujeres de 18 o más años  había 91,1 hombres.
La renta media por vivienda era de 35.028$ y la renta media por familia de 41.222$. Los hombres tenían una renta media de 25.404$ mientras que las mujeres 21.218$. La renta per cápita de la población era de 16.915$. En torno al 10,7% de las familias y el 14,4% de la población estaban por debajo del umbral de pobreza.

## Localidades adyacentes
El siguiente diagrama muestra a las localidades más próximas a Patrick Springs.